# Махмутович, Энес
Энес Махмутович (англ. Enes Mahmutovic; род. 5 ноября 1997, Печ, СРЮ) — люксембургский футболист, защитник клуба НАК Бреда и сборной Люксембурга.

## Клубная карьера

### «Фола»
Начинал свою карьеру в молодёжной команде «Фола». С 2014 года стал привлекаться к основному составу. В июле 2014 года впервые попал в заявку команды на матчи 1-го раунда Лиги Европы 2014/2015 против шведского «Гётеборга», но в обоих матчах остался в числе запасных.
1 марта 2015 года дебютировал в основной команде «Фолы», выйдя на замену в победной встрече против «Виктория Роспорт» (5:1).
В январе 2017 года защитник находился на просмотре в английской «Астон Вилле», но руководство решило отложить вопрос трансфера до лета.

### «Мидлсбро»
В мае 2017 года Махмутович прибыл на недельный просмотр в «Мидлсбро», который удачно прошёл, и 19 мая подписал с клубом 3-летний контракт. Летом 2017 года проходил предсезонные сборы вместе с основной командой «Мидлсбро» и принял участие в нескольких товарищеских играх. 14 августа 2018 года дебютировал в официальных играх за «речников» в матче 1-го раунда Кубка Лиги против «Ноттс Каунти» (3:3), в котором отметился забитым мячом.
30 августа 2018 года на правах аренды до конца сезона перешёл в клуб Лиги Два «Йовил Таун». Дебютировал 22 сентября в домашнем матче против «Суиндон Таун» (0:3). 1 января 2019 года досрочно вернулся в «Мидлсбро» ввиду малого количества игрового времени.
1 июля 2019 года на правах годичной аренды перешёл в клуб первого дивизиона Нидерландов «МВВ Маастрихт». Дебютировал 16 августа в матче 2-го тура против «Де Графсхап» (0:3). 1 июля 2020 года ушёл «Миддлсбро» (U-23) став свободным агентом.

### «Львов»
22 августа 2020 года в качестве свободного агента подписал двухлетний контракт с украинским клубом «Львовом». В новой команде дебютировал в рамках Премьер-лиги Украины 12 сентября 2020 года, выйдя в стартовом составе в выездном матче против ковалёвского «Колоса» (0:4), проведя на поле все 90 минут. 2 мая 2021 года забил свой первый гол за «Львов» (в 18-й игре), отличившись в выездном матче 24-го тура УПЛ против «Мариуполя» (2:1) на 89-й минуте, принес победу своей команде. Этот гол стал также первым для Махмутовича в карьере. Всего в сезоне УПЛ 2020/21 провёл за «Львов» 20 матчей в которых забил 1 мяч, а его команда финишировала на 8-м месте.

### ЦСКА София
31 марта 2022 года стал игроком софийского ЦСКА. Покинул клуб в июне 2024 года, после окончания контракта.

### НАК Бреда
29 июля 2024 года стал игроком нидерландского клуба НАК Бреда, подписав соглашение по схеме 2+1.

## Карьера за сборную
Махмутович теоретически мог выступать за сборную Черногории, так как его отец — черногорец, однако ему не поступали предложения от их федерации. В итоге, в сентябре 2016 года Энес был вызван в молодёжную сборную Люксембурга, в которой дебютировал 7 октября в победной игре против сборной Армении (1:0).
В ноябре 2016 года Махмутович впервые был приглашён в главную сборную Люксембурга на матчи отборочного турнира Чемпионата мира 2018. Дебютировал 13 ноября, отыграв все 90 минут в матче против сборной Нидерландов (1:3).

## Статистика
| Выступление      | Выступление           | Выступление      | Чемпионат | Чемпионат | Кубок | Кубок | Кубок лиги | Кубок лиги | Еврокубки | Еврокубки | Прочие | Прочие | Итого | Итого |
| Клуб             | Лига                  | Сезон            | Игры      | Голы      | Игры  | Голы  | Игры       | Голы       | Игры      | Голы      | Игры   | Голы   | Игры  | Голы  |
| ---------------- | --------------------- | ---------------- | --------- | --------- | ----- | ----- | ---------- | ---------- | --------- | --------- | ------ | ------ | ----- | ----- |
| Фола             | Национальный дивизион | 2014/15          | 1         | 0         | 0     | 0     | —          | —          | —         | —         | —      | —      | 1     | 0     |
| Фола             | Национальный дивизион | 2015/16          | 2         | 0         | 0     | 0     | —          | —          | —         | —         | —      | —      | 2     | 0     |
| Фола             | Национальный дивизион | 2016/17          | 22        | 0         | 5     | 0     | —          | —          | 1         | 0         | —      | —      | 28    | 0     |
| Фола             | Итого                 | Итого            | 25        | 0         | 5     | 0     | —          | —          | 1         | 0         | —      | —      | 31    | 0     |
| Мидлсбро         | Чемпионшип            | 2018/19          | 0         | 0         | 0     | 0     | 2          | 1          | —         | —         | 0      | 0      | 2     | 1     |
| Мидлсбро         | Итого                 | Итого            | 0         | 0         | 0     | 0     | 2          | 1          | —         | —         | 0      | 0      | 2     | 1     |
| → Йовил Таун     | Лига 2                | 2018/19          | 4         | 0         | 0     | 0     | —          | —          | —         | —         | 1      | 1      | 5     | 1     |
| → Йовил Таун     | Итого                 | Итого            | 4         | 0         | 0     | 0     | —          | —          | —         | —         | 1      | 1      | 5     | 1     |
| → МВВ Маастрихт  | Первый дивизион       | 2019/20          | 15        | 0         | 1     | 0     | —          | —          | —         | —         | —      | —      | 16    | 0     |
| → МВВ Маастрихт  | Итого                 | Итого            | 15        | 0         | 1     | 0     | —          | —          | —         | —         | —      | —      | 16    | 0     |
| Львов            | Премьер-лига          | 2020/21          | 20        | 1         | 0     | 0     | —          | —          | —         | —         | —      | —      | 20    | 1     |
| Львов            | Премьер-лига          | 2021/22          | 9         | 0         | 0     | 0     | —          | —          | —         | —         | —      | —      | 9     | 0     |
| Львов            | Итого                 | Итого            | 29        | 1         | 0     | 0     | —          | —          | —         | —         | —      | —      | 29    | 1     |
| Всего за карьеру | Всего за карьеру      | Всего за карьеру | 73        | 1         | 6     | 0     | 2          | 1          | 1         | 0         | 1      | 1      | 83    | 3     |

### Выступления за сборную
| №  | Дата            | Оппонент    | Счёт | Голы | Пасы | Карточки | Минуты | Соревнование                |
| -- | --------------- | ----------- | ---- | ---- | ---- | -------- | ------ | --------------------------- |
| 1  | 13 ноября 2016  | Нидерланды  | 1:3  | —    | —    | —        | 90'    | Отборочные матчи ЧМ-2018    |
| 2  | 28 марта 2017   | Кабо-Верде  | 0:2  | —    | —    | —        | 60'    | Товарищеский матч           |
| 3  | 4 июня 2018     | Албания     | 2:1  | —    | —    | 37'      | 85'    | Товарищеский матч           |
| 4  | 9 июня 2017     | Нидерланды  | 0:5  | —    | —    | —        | 90'    | Отборочные матчи ЧМ-2018    |
| 5  | 22 марта 2018   | Мальта      | 1:0  | —    | —    | —        | 44'    | Товарищеский матч           |
| 6  | 27 марта 2018   | Австрия     | 0:4  | —    | —    | —        | 45'    | Товарищеский матч           |
| 7  | 31 мая 2018     | Сенегал     | 0:0  | —    | —    | —        | 1'     | Товарищеский матч           |
| 8  | 5 июня 2018     | Грузия      | 1:0  | —    | —    | —        | 71'    | Товарищеский матч           |
| 9  | 12 октября 2018 | Беларусь    | 0:1  | —    | —    | —        | 45'    | Лига наций УЕФА 2018/19 (D) |
| 10 | 18 ноября 2018  | Молдова     | 1:1  | —    | —    | —        | 90'    | Лига наций УЕФА 2018/19 (D) |
| 11 | 2 июня 2019     | Мадагаскар  | 3:3  | —    | —    | —        | 45'    | Товарищеский матч           |
| 12 | 11 ноября 2020  | Австрия     | 0:3  | —    | —    | 87'      | 90'    | Товарищеский матч           |
| 13 | 17 ноября 2020  | Азербайджан | 0:0  | —    | —    | 31'      | 90'    | Лига наций УЕФА 2020/21 (C) |
| 14 | 24 марта 2021   | Катар       | 0:1  | —    | —    | —        | 45'    | Товарищеский матч           |
| 15 | 27 марта 2021   | Ирландия    | 1:0  | —    | —    | —        | 90'    | Отборочные матчи ЧМ-2022    |
| 16 | 6 июня 2021     | Норвегия    | 0:1  | —    | —    | —        | 90'    | Товарищеский матч           |
| 17 | 6 июня 2021     | Шотландия   | 0:1  | —    | —    | —        | 90'    | Товарищеский матч           |
| 18 | 1 сентября 2021 | Азербайджан | 2:1  | —    | —    | —        | 90'    | Отборочные матчи ЧМ-2022    |
| 19 | 4 сентября 2021 | Сербия      | 1:4  | —    | —    | —        | 45'    | Отборочные матчи ЧМ-2022    |
| 20 | 7 сентября 2021 | Катар       | 1:1  | —    | —    | —        | 28'    | Товарищеский матч           |

Итого: 20 матчей, 0 голов / 5 побед, 5 ничьих, 10 поражений.

## Достижения
«Фола»
- Чемпион Люксембурга: 2014/2015